# Schroeder (ort)
Schroeder är en ort i Brasilien.   Den ligger i kommunen Schroeder och delstaten Santa Catarina, i den södra delen av landet, 1 200 km söder om huvudstaden Brasília. Schroeder ligger 46 meter över havet och antalet invånare är 15 505.
Terrängen runt Schroeder är kuperad. Runt Schroeder är det ganska tätbefolkat, med 172 invånare per kvadratkilometer.. Närmaste större samhälle är Jaraguá do Sul, 8,2 km söder om Schroeder.
I omgivningarna runt Schroeder växer i huvudsak städsegrön lövskog.